# Southeast Division (NHL)
La Southeast Division della National Hockey League fu creata nel 1998 come parte della Eastern Conference a causa dell'espansione della Conference. Questa è l'unica Division priva di antecedenti nell'era Wales/Campbell, dal 1974 al 1993. Dopo la riforma del 2013 la Division fu eliminata e le squadre si trasferirono in altri raggruppamenti.

## Campioni di Division
- 1998-99 -  Carolina Hurricanes (34-30-18, 86 pt.)
- 1999-00 -  Washington Capitals (44-24-12-2, 102 pts.)
- 2000-01 -  Washington Capitals (41-27-10-4, 96 pt.)
- 2001-02 -  Carolina Hurricanes (35-26-16-5, 91 pt.)
- 2002-03 -  Tampa Bay Lightning (36-25-16-5, 93 pt.)
- 2003-04 -  Tampa Bay Lightning (46-22-8-6, 106 pt.)
- 2004-05 - non disputato a causa del lockout
- 2005-06 -  Carolina Hurricanes (52-22-8, 112 pt.)

- 2006-07 -  Atlanta Thrashers (43-28-11, 97 pt.)
- 2007-08 -  Washington Capitals (43-31-8, 94 pt.)
- 2008-09 -  Washington Capitals (50-24-8, 108 pt.)
- 2009-10 -  Washington Capitals (54-15-13, 121 pt.)
- 2010-11 -  Washington Capitals (48-23-11, 107 pt.)
- 2011-12 -  Florida Panthers (38-26-18, 94 pt.)
- 2012-13 -  Washington Capitals (27-18-3, 57 pt.)

## Vincitori della Stanley Cup prodotti
- 2003-04 -  Tampa Bay Lightning
- 2005-06 -  Carolina Hurricanes

## Vincitori della Presidents' Cup prodotti
- 2009-10 -  Washington Capitals

## Vittorie della Division per squadra
| Squadra             | Titoli vinti | Ultima vittoria |
| ------------------- | ------------ | --------------- |
| Washington Capitals | 7            | 2013            |
| Carolina Hurricanes | 3            | 2006            |
| Tampa Bay Lightning | 2            | 2004            |
| Atlanta Thrashers   | 1            | 2007            |
| Florida Panthers    | 1            | 2012            |